# Nesaulax excisus
Nesaulax excisus är en stekelart som först beskrevs av Günther Enderlein 1920.  Nesaulax excisus ingår i släktet Nesaulax och familjen bracksteklar. Inga underarter finns listade i Catalogue of Life.